# Pretty. Odd.
Pretty. Odd. är det amerikanska rockbandet Panic at the Discos andra album och släpptes 25 mars 2008. På skivan visas mer klassiska rockinfluenser som The Beatles, Beach Boys med flera. Singlar från albumet är "Nine In The Afternoon", "That Green Gentleman (Things Have Changed)", "Northern Downpour" samt "Mad As Rabbits", som bara släpptes digitalt.

## Låtlista
1. We're So Starving
2. Nine In The Afternoon
3. She's A Handsome Woman
4. Do You Know What I'm Seeing
5. That Green Gentleman (Things Have Changed)
6. I Have Friends In Holy Spaces
7. When The Day Met The Night
8. Northern Downpour
9. Pas De Cheval
10. The Piano Knows Something I Don't Know
11. Behind The Sea
12. Folkin' Around
13. She Had The World
14. From A Mountain In The Middle Of The Cabins
15. Mad As Rabbits